# Pictionary air
Pictionary AirTM è un gioco da tavolo a squadre, messo in commercio da Mattel nel 2019. È una versione tecnologica del popolare gioco da tavolo Pictionary, pubblicato dalla casa editrice Parker Brothers nel 1985. Lo scopo del gioco è quello di far indovinare una frase o una parola segreta, ai propri compagni di squadra disegnandola in aria. Grazie ad una penna bluetooth collegata ad un dispositivo smart tramite un’applicazione, il disegno appare in realtà aumentata.

## Materiali del gioco
La scatola della versione del 2019 contiene la penna bluetooth alimentata a pila alcalina AA, un mazzo di 112 carte stampate fronte retro, un portacarte ed il regolamento. Tuttavia, per iniziare a giocare è necessaria l’installazione su un dispositivo smart dell'applicazione mobile omonima del gioco, Pictionary AirTM. 

## Svolgimento del gioco
Il gioco segue la meccanica di base del gioco da tavolo Pictionary. 
Le regole procedurali per il corretto funzionamento della penna e l’offerta delle funzioni dell’applicazione mobile, sono descritte nel tutorial che segue l’accesso ad essa.
Si costruiscono due squadre. Ad ogni turno, ogni squadra determina il proprio disegnatore, che ha l’onere di pescare una carta dal mazzo, leggere la parola indicata dalla carta e disegnarla, in un intervallo di tempo ed in un numero di turni pattuito tra le squadre. Tenendo la punta luminosa della penna bluethooth, quando di colore verde, puntata verso la fotocamera del dispositivo smart, su cui è avviata l’applicazione Pictionary AirTM, compare il disegno realizzato in realtà aumentata. Ad ogni parola corretta, corrisponde un punto, che è possibile segnare direttamente sul proprio dispositivo. Vince la squadra che ottiene più punti. 